# Metro Detroit
El área metropolitana de Detroit, Metro Detroit y oficialmente como área estadística metropolitana de Detroit-Warren-Livonia por la Oficina de Administración y Presupuesto, es un área estadística metropolitana centrada en la ciudad de Detroit, en el estado estadounidense de Míchigan. El área metropolitana tenía una población en el Censo de 2010 de 4.296.250 habitantes, convirtiéndola en la 12.º área metropolitana más poblada de los Estados Unidos. El área metropolitana de Detroit comprende los condados de Lapeer, Livingston, Macomb, Oakland, St. Clair y Wayne, siendo Detroit la ciudad más poblada.

## Demografía
Según el censo de 2010, había 4.296.250 personas residiendo en el área metropolitana. La densidad de población era de 423,94 hab./km². De los 4.296.250 habitantes del área metropolitana, 3.011.239 eran blancos, 980.451 eran afroamericano, 14.852 eran amerindios, 141.316 eran asiático, 951 eran isleños del Pacífico, 52.809 eran de otras razas y 94,632 pertenecían a dos o más razas. Del total de la población 168.065 eran hispanos o latinos de cualquier raza.

## Principales ciudades del área metropolitana
Ciudades más pobladas 
Canton • Clinton • Dearborn  • Farmington Hills • Livonia • Sterling Heights • Troy • Warren • Westland
Otras ciudades satélites del CSA 
Adrian • Ann Arbor • Brighton • Flint • Howell • Jackson • Lapeer • Monroe  • Port Huron • Toledo • Windsor